# Podrzucanie butelki

Podrzucanie butelki

Podrzucanie butelki (ang. water bottle flipping) – czynność polegająca na rzucaniu plastikowej butelki wody zazwyczaj pełnej lub częściowo wypełnionej cieczą w taki sposób, że butelka się obraca, próbując wylądować prosto na swoim dnie.
Czynność ta stała się międzynarodowym trendem w 2016 roku. Dużo uczniów praktykowało ją w szkołach. Hobby jest krytykowane jako potencjalnie zakłócające porządek publiczny. Wielu rodziców i nauczycieli wyraziło swoją frustrację w stosunku do mody na „bottle flip” skutkując tym, że podrzucanie butelki stało się zakazane w wielu szkołach na całym świecie.

## Literatura
- Sarah Doughty, Flippin' Awesome: Water Bottle Flip Games, Tricks and Stunts for Everyone!, 2016, ISBN 978-1-63158-169-4.
- Oliver Schmid, Water Bottle Flip Anleitung & Trickshots. Wie man perfekte Trick-Shots hinlegt und mächtig Eindruck hinterlässt. Bottle Flip Tutorial. BookRix, München 2017, ISBN 978-3-7396-9704-8.